# James Craig Watson Medal

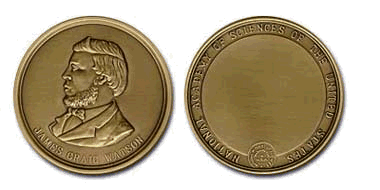
James Craig Watson Medal

De James Craig Watson Medal is een onderscheiding van de Amerikaanse Nationale Academie van Wetenschappen voor wetenschappelijke prestaties op het gebied van sterrenkunde. De prijs wordt betaald uit de erfenis van de astronoom James Craig Watson. De prijs bestaat anno 2018 uit $ 25.000, met daarbovenop $ 50.000 voor onderzoek van de laureaat.

## Winnaars
| Jaar | Naam                      | Afbeelding |
| ---- | ------------------------- | ---------- |
| 2020 | Lisa Kewley               |            |
| 2018 | Ewine van Dishoeck        |            |
| 2016 | Timothy M. Brown          |            |
| 2014 | Robert Kirshner           |            |
| 2012 | Jeremiah P. Ostriker      |            |
| 2010 | Margaret Geller           |            |
| 2007 | Roc M. Cutri              |            |
| 2007 | Michael F. Skrutskie      |            |
| 2004 | Vera Rubin                |            |
| 2001 | David Todd Wilkinson      |            |
| 1998 | Eugene Shoemaker          |            |
| 1998 | Carolyn Shoemaker         |            |
| 1994 | Yasuo Tanaka              |            |
| 1991 | Maarten Schmidt           |            |
| 1986 | Robert B. Leighton        |            |
| 1985 | Kent Ford                 |            |
| 1982 | Stanton J. Peale          |            |
| 1979 | Charles Kowal             |            |
| 1975 | Gerald Maurice Clemence   |            |
| 1972 | André Deprit              |            |
| 1969 | Jürgen Moser              |            |
| 1966 | Wallace John Eckert       |            |
| 1965 | Paul Herget               |            |
| 1964 | Willem Jacob Luyten       |            |
| 1961 | Otto Heckmann             |            |
| 1960 | Yusuke Hagihara           |            |
| 1957 | George Van Biesbroeck     |            |
| 1955 | Chester Burleigh Watts    |            |
| 1951 | Herbert R. Morgan         |            |
| 1948 | Samuel Alfred Mitchell    |            |
| 1936 | Ernest William Brown      |            |
| 1929 | Willem de Sitter          |            |
| 1924 | Carl Charlier             |            |
| 1916 | Armin Otto Leuschner      |            |
| 1913 | Jacobus Cornelius Kapteyn |            |
| 1899 | David Gill                |            |
| 1894 | Seth Carlo Chandler       |            |
| 1891 | Arthur Auwers             |            |
| 1889 | Eduard Schönfeld          |            |
| 1887 | Benjamin Apthorp Gould    |            |